# Discoplastis
A Discoplastis az ostoros moszatok (Euglenozoa) kládjának nemzetsége a Phacaceae kládban. Megtalálható Európában, Észak-Amerikában, Délkelet-Ázsiában és Ausztráliában.

## Történet
Típusfaja a Discoplastis spathirhyncha (Skuja 1948) Triemer in Triemer  et al. 2006, melyet Skuja 1948-ban Euglena spathithyncha néven írt le.
2006-ban írták le a kládot Triemer  et al., hogy az Euglena nemzetséget kláddá tegye. Adl  et al. 2019-es rendszertanában a Phacaceae nemzetségeként szerepel.
2021-ben Łukomska-Kowalczyk  et al. 4 fajjal bővítették, és a Lepocinclis constrictát áthelyezték e nemzetségbe Discoplastis constricta néven, és módosították diagnózisát.

## Genetika
A Discoplastis spathirhyncha ptDNS-ét 2018-ban szekvenálták Karnkowska, Bennett és Triemer. E genom hossza 83 936 bp, GC-tartalma 29,29%. Ezenkívül több fajnak ismert 28S vagy plasztisza 23S rDNS-e legalább egy része – például a D. adunca 28S rDNS-ének 3433 bp-ja, a D. gasterosteus plasztisza 23S rDNS-ének pedig 1695 bp-ja ismert.
Fordított ismétlődésű rDNS-ekkel rendelkezik.

## Filogenetika
Molekuláris filogenetikai eredmények szerint fajai kapcsolatai:
|  | \| \| D. gasterosteus \| \| \| \| \| \| D. excavata \| \| \| \| |
|  |                                                                 |
|  | D. constricta                                                   |
|  |                                                                 |
|  | D. gasterosteus                                                 |
|  |                                                                 |
|  | D. excavata                                                     |
|  |                                                                 |

|  | D. gasterosteus |
|  |                 |
|  | D. excavata     |
|  |                 |

|  | D. spathirhyncha |
|  |                  |
|  | D. angusta       |
|  |                  |

|  | \| \| D. gasterosteus \| \| \| \| \| \| D. excavata \| \| \| \| |
|  |                                                                 |
|  | D. constricta                                                   |
|  |                                                                 |
|  | D. gasterosteus                                                 |
|  |                                                                 |
|  | D. excavata                                                     |
|  |                                                                 |

|  | D. gasterosteus |
|  |                 |
|  | D. excavata     |
|  |                 |

|  | D. spathirhyncha |
|  |                  |
|  | D. angusta       |
|  |                  |

|  | \| \| D. gasterosteus \| \| \| \| \| \| D. excavata \| \| \| \| |
|  |                                                                 |
|  | D. constricta                                                   |
|  |                                                                 |
|  | D. gasterosteus                                                 |
|  |                                                                 |
|  | D. excavata                                                     |
|  |                                                                 |

|  | D. gasterosteus |
|  |                 |
|  | D. excavata     |
|  |                 |

|  | D. spathirhyncha |
|  |                  |
|  | D. angusta       |
|  |                  |

|  | \| \| D. gasterosteus \| \| \| \| \| \| D. excavata \| \| \| \| |
|  |                                                                 |
|  | D. constricta                                                   |
|  |                                                                 |
|  | D. gasterosteus                                                 |
|  |                                                                 |
|  | D. excavata                                                     |
|  |                                                                 |

|  | D. gasterosteus |
|  |                 |
|  | D. excavata     |
|  |                 |

|  | D. spathirhyncha |
|  |                  |
|  | D. angusta       |
|  |                  |

## Morfológia
Egysejtű szabadon élő nemzetség 1 ostorral. A sejtek rugalmas, sávos pellikulával rendelkeznek, így képesek metabóliára. Úszáskor a sejtek számos különböző, de jellemző alakot felvehetnek így, például lehetnek henger, orsó, homokóra alakúak stb. A sejt hátul hegyes, színtelen végű, belül számos lemezes kloroplasztisza van pirenoid nélkül, raktározó vegyületként pedig paramilont használ, szemcséi lehetnek monomorfok (mind kicsi) vagy dimorfok (egyesek nagyok, mások kicsik). Más Euglenida-kládokhoz hasonlóan vörös szemfoltja van.
A Discoplastist megkülönbözteti ezenkívül a kis, lemezes, pirenoid nélküli kloroplasztisz (a Phacaceae szünapomorfiája) és rugalmassága. A hasonló Flexiglena rugalmasabb, és úszáskor is metabóliát mutat. Ismertetőjegye a közvetlenül a szemfolt melletti paramilonszemcse is.
A D. spathirhyncha különleges jellemzője a metabólia közben középen megjelenő, tütüre hasonlító kiemelkedés.
Plasztisz körüli része sávos.

## Élőhely
Általában édesvízi.

## Fordítás
Ez a szócikk részben vagy egészben  a   Discoplastis című angol Wikipédia-szócikk ezen változatának fordításán alapul.  Az eredeti cikk szerkesztőit annak laptörténete sorolja fel. Ez a jelzés csupán a megfogalmazás eredetét és a szerzői jogokat jelzi, nem szolgál a cikkben szereplő információk forrásmegjelöléseként.